# 莫利耶尔 (洛特省)
莫利耶尔（法語：Molières，法語發音：[mɔljɛʁ]）是法国洛特省的一个市镇，属于菲雅克区。

## 地理
莫利耶尔（44°47'38"N, 1°56'7"E）面积12.77 平方千米，位于法国奧克西塔尼大區洛特省，该省份为法国西南部内陆省份，北起顺时针与科雷兹省、康塔爾省、阿韦龙省、塔恩-加龙省、洛特-加龍省和多尔多涅省接壤。
与莫利耶尔接壤的市镇（或旧市镇、城区）包括：巴讷、埃斯佩鲁、拉迪拉、莱姆、圣保罗德韦恩、泰鲁。

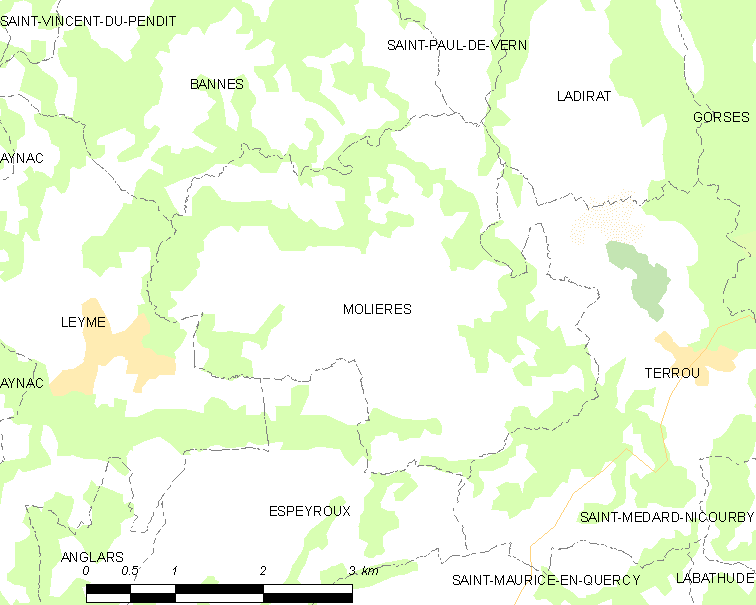
的OSM定位图

莫利耶尔的时区为UTC+01:00、UTC+02:00（夏令时）。

## 行政
莫利耶尔的邮政编码为46120，INSEE市镇编码为46195。

## 政治
莫利耶尔所属的省级选区为圣塞雷县。

## 人口

1962-2008年间人口变化图示

莫利耶尔于2022年1月1日时的人口数量为357人。